# 古永鏘
古 永鏘（こ えいそう、ビクター・クー、中国語: 古永锵、英語: Victor Koo、1966年 - ）は、中国の起業家。かつて捜狐の社長兼COOを務め、Youkuの創業者兼CEO、合一集団（旧：Youku Tudou。現：港湾数字）の董事長兼CEOをそれぞれ務めた。

## 来歴
1966年に香港で生まれ、1980年にオーストラリアに留学し、1985年にアメリカに移住した。アメリカではカリフォルニア大学バークレー校に通い、3年連続で経済学を学び、試験に合格した。
1998年に捜狐の社長兼COOを務めた。3年後に捜狐を退社した。
2005年9月、ケイマン諸島に1Verge Inc.を設立した。2006年12月、動画共有サービス・Youkuを正式に開始した。
2012年3月11日、Tudou（土豆網）を株式交換で合併し、Youku Tudou Inc.（優酷土豆）の董事長兼CEOに就任した。2015年8月6日、合一集団（現：港湾数字）に改名後も董事長兼CEOを務めたが、2016年10月31日をもって同社を退社した。